# حرث سطحي

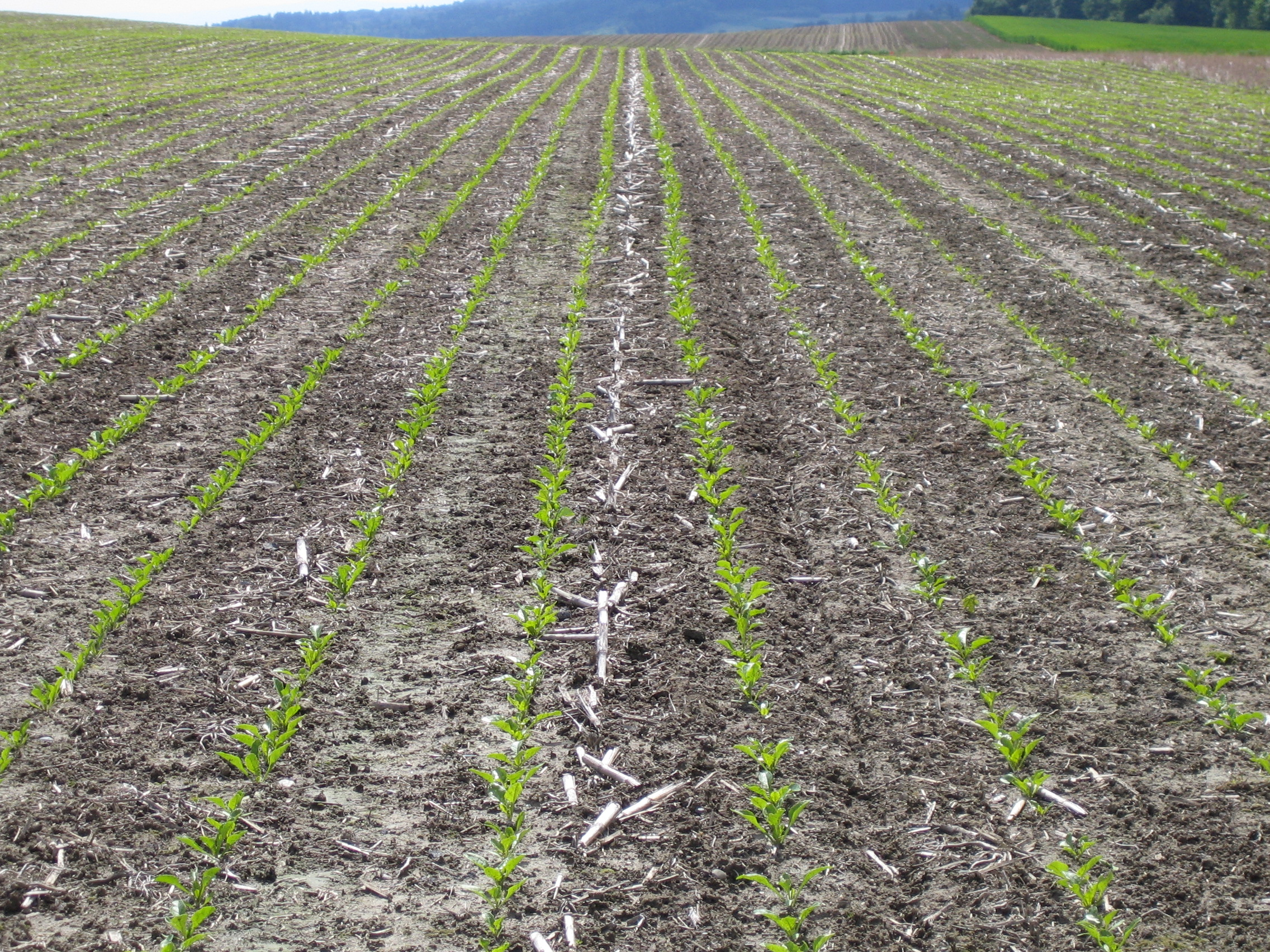

الحرث السطحي (بالإنجليزية: Mulch-till)‏، نظام حرث محافظ على التربة حيث تتم معالجة التربة عند الزراعة فقط.